# Auzon (Sorgue)
Der Auzon ist ein Fluss in Frankreich, der im Département Vaucluse in der Region Provence-Alpes-Côte d’Azur verläuft. Er entspringt im südlichen Gemeindegebiet von Flassan, am Fuße des Mont Ventoux, verläuft generell Richtung Westsüdwest durch den Regionalen Naturpark Mont-Ventoux und mündet nach rund 35 Kilometern im Gemeindegebiet von Bédarrides als rechter Nebenfluss in den Seitenarm Sorgue de Velleron des Flusses Sorgue.

## Zuflüsse
- Vallat des Brebonnets (1,1 km)
- Ruisseau des Arnauds (3,3 km)
- Ruisseau de Saint-Laurent (4,5 km)
- Ruisseau de Saint-Joseph (1,5 km)
- Mayre de Malpass (5,5 km)
- Ruisseau de Bramefan (1,5 km)[4]

## Orte am Fluss
(Reihenfolge in Fließrichtung)
- Villes-sur-Auzon
- Mormoiron
- Mazan
- Carpentras
- Monteux

## Belege
1. ↑  Quellhöhe gemäß geoportail.gouv.fr
2. ↑  Mündungshöhe gemäß geoportail.gouv.fr
3. ↑  Auzon bei SANDRE (französisch)
4. ↑  sandre.fr (Memento des Originals vom 7. März 2011 im Internet Archive)  Info: Der Archivlink wurde automatisch eingesetzt und noch nicht geprüft. Bitte prüfe Original- und Archivlink gemäß Anleitung und entferne dann diesen Hinweis.